# Östersunds FK
Östersunds FK este un club de fotbal din Östersund, Suedia, fondat pe 31 octombrie 1996.

## Palmares
| - Superettan - Vice-campioană : 2015 - Divizia 1 Norra - Campioană : 2012 | - Divizia 2 Norrland - Campioană : 1999, 2011 - Locul 2 : 1998, 2003, 2005 - Locul 3 : 2001 | - Cupa Suediei - Câștigătoare : 2017 - Semifinale : 2018 |

## Cupa
Cele mai mari realizări obținute de Östersunds în cupa națională al Suediei.
| An         | Club Sportiv | Scor   | Adversar   |        |
| Finala     | Finala       | Finala | Finala     | Finala |
| ---------- | ------------ | ------ | ---------- | ------ |
| 2017       | Östersunds   | 4 - 1  | Norrköping |        |
| Semifinale |              |        |            |        |
| 2017       | Östersunds   | 3 - 1  | Häcken     |        |
| 2018       | Östersunds   | 0 - 1  | Malmö      |        |